# Dolichoderus ovigerus
Dolichoderus ovigerus é uma espécie de formiga do gênero Dolichoderus.